# Ludwig I. (Portugal)

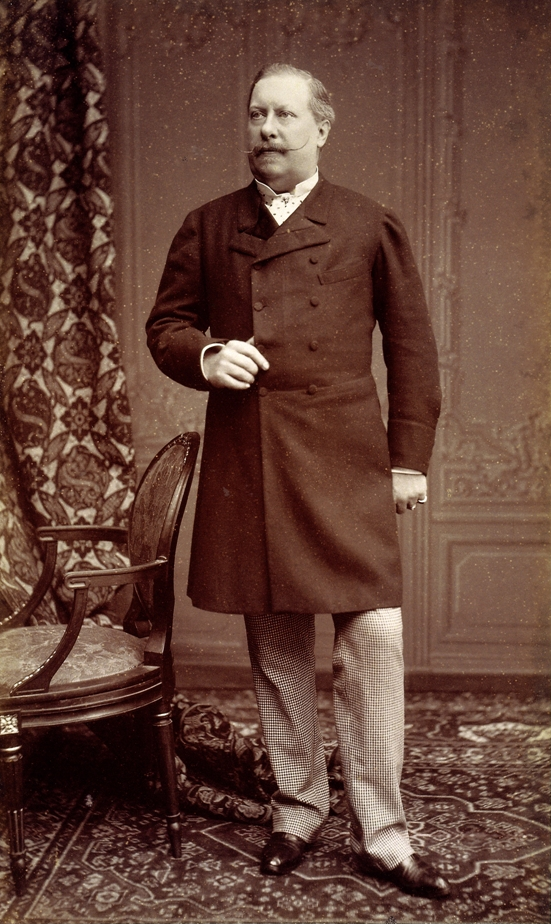
König Ludwig I. von Portugal aus dem Hause Sachsen-Coburg und Gotha (1885)

Ludwig I. (portugiesisch Dom Luís Filipe Maria Fernando Pedro de Alcântara António Miguel Rafael Gabriel Gonzaga Xavier Francisco de Assis João Augusto Júlio Valfando de Saxe-Coburgo-Gotha e Bragança) (* 31. Oktober 1838 in Lissabon; † 19. Oktober 1889 in Cascais) war König von Portugal aus dem Haus Sachsen-Coburg und Gotha und regierte von 1861 bis 1889. Vor seinem Regierungsantritt trug er den Titel eines Herzogs von Porto.

## Leben
Ludwig war der zweite Sohn von Königin Maria II. von Portugal und Ferdinand II. Durch den frühen Tod seines älteren Bruders Peter V., der kinderlos starb, kam Ludwig 1861 auf den Thron. Die Umstände seiner Thronbesteigung waren nicht glücklich, denn außer seinem älteren Bruder, der als König beim Volk sehr beliebt gewesen und einer Fieberepidemie erlegen war, starben auch noch zwei jüngere Brüder Ludwigs innerhalb kurzer Zeit an der gleichen Krankheit.
Ludwig ist der einzige König Portugals, der jemals in seiner Militärzeit ein Schiff kommandiert hat. Seine daraus resultierende Liebe zur Schifffahrt machte er mit der Gründung des Museu de Marinha in Lissabon deutlich.

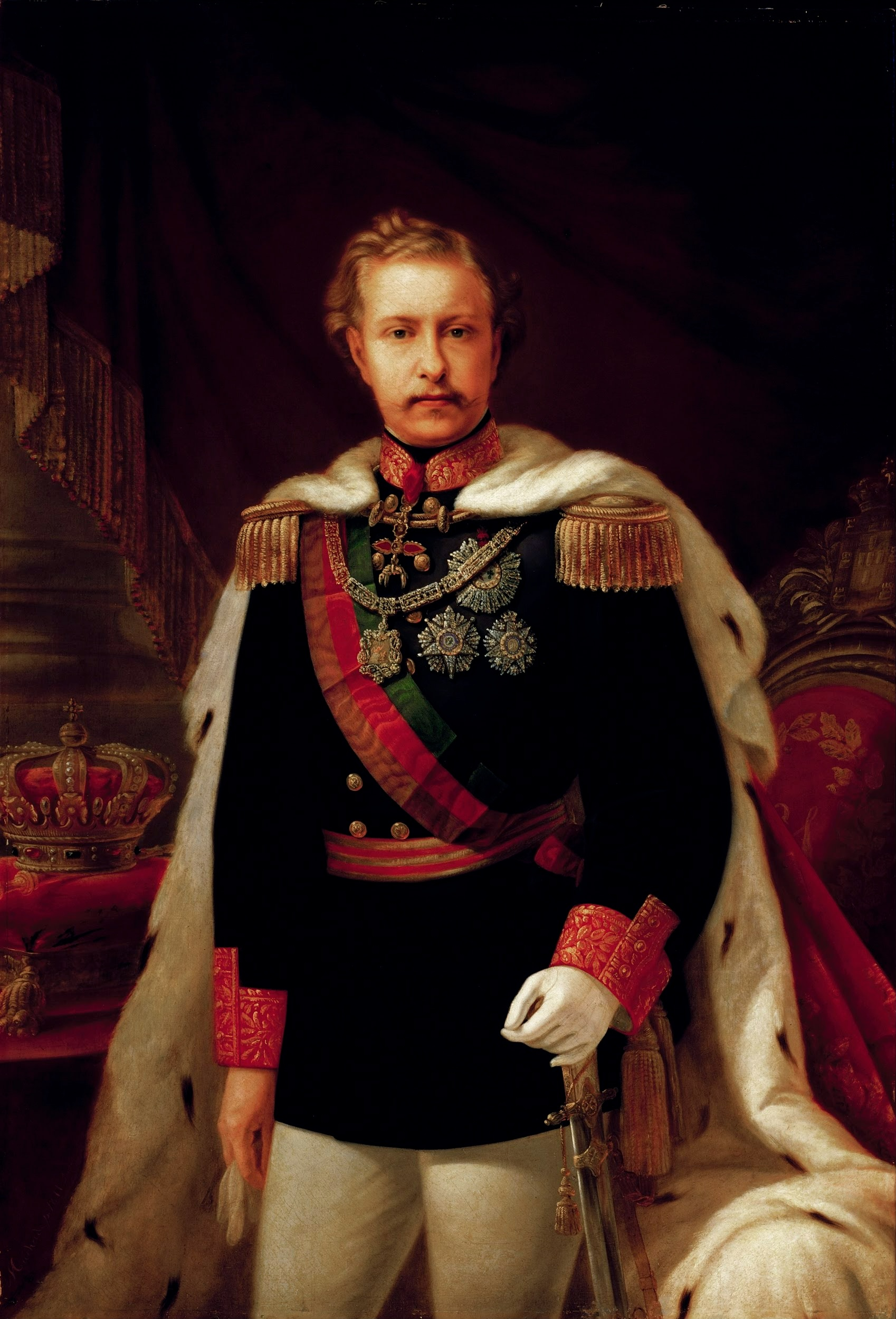
König Ludwig I. von Portugal

Ludwig hatte mit António Maria de Fontes Pereira de Melo einen fähigen Regierungschef, der besonders die Industrialisierung Portugals vorantrieb. Nachdem dieser aber 1886 die Macht verloren hatte und im darauffolgenden Jahr verstorben war, war das Ende der Regierungszeit Ludwigs von Problemen überschattet. Mit Großbritannien kam es zu einer folgenschweren Auseinandersetzung um die Kolonialpolitik im südlichen Afrika. Portugal trat damals mit dem Plan an die Öffentlichkeit, seine beiden Kolonien in West- und Ostafrika zu verbinden (das heutige Mosambik und Angola), um so ein großes zusammenhängendes Kolonialreich zu gründen. Unglücklicherweise hatte Großbritannien einen ähnlichen Plan, wollte seine afrikanischen Kolonien in Nord-Süd-Richtung zusammenführen, von Ägypten bis Südafrika (→ Kap-Kairo-Plan). Portugal konnte jedoch weder wirtschaftlich noch militärisch mit Großbritannien konkurrieren. Also blieb den Portugiesen angesichts der realen Machtverhältnisse nichts anderes übrig, als dem britischen Druck nachzugeben und auf ihren Plan zu verzichten.
Der Plan hatte große nationalistische Begeisterung ausgelöst, entsprechend groß war die Enttäuschung, als er aufgegeben werden musste. Dabei wurde zum ersten Mal nicht nur der Regierung, sondern dem König und der Monarchie selbst die Schuld für die Schwäche Portugals gegeben. In der Endphase der Herrschaft Ludwigs wuchsen deshalb zum ersten Mal republikanische Strömungen. Zwar waren diese noch nicht stark genug, um die Monarchie ernsthaft zu gefährden, aber es war der Grundstein für die Entwicklung gelegt, die unter Ludwigs Nachfolger zur Katastrophe für die Monarchie führen sollte.
Die Ponte Dom Luís I, die Porto mit Vila Nova de Gaia verbindet, ist nach ihm benannt.

## Heirat und Nachkommen
König Ludwig I. heiratete 1862 Prinzessin Maria Pia von Savoyen, eine Tochter von König Viktor Emanuel II. von Italien. Mit dieser hatte er zwei Kinder:
- Karl I. (* 28. September 1863; † 1. Februar 1908), König von Portugal
- Alfons Heinrich (* 31. Juli 1865; † 21. Februar 1920), Herzog von Porto